# Ga Sai Yud BTS
Ga Sai Yud (tiếng Thái: สถานีสายหยุด, phát âm [sā.tʰǎː.nīː sǎːj.jùt]) là một ga BTS Skytrain, trên Tuyến Sukhumvit ở Bangkok, Thái Lan. Nhà ga thuộc mở rộng phía Bắc của Tuyến Sukhumvit và đã mở cửa ngày 16 tháng 12 năm 2020, như một phần của giai đoạn 4.